# Крунвалль, Расмус
Бенгт Ингемар Расмус Крунвалль (швед. Bengt Ingemar Rasmus Cronvall; род. 20 марта 2002) — шведский футболист, нападающий клуба «Варберг», выступающий также за «Твоокер».

## Клубная карьера
Начинал заниматься футболом в клубе «Варбергс ГИФ», где прошёл путь от детской команды до основы. 22 апреля 2018 года в 16-летнем возрасте дебютировал за основную команду во втором шведском дивизионе, выйдя на замену в матче с «Хёгаборгом». В ответной игре во втором круге, состоявшейся 12 августа, Крунвалль оформил дубль, чем помог своей команде одержать победу со счётом 4:3. В общей сложности за два сезона, проведенных в клубе, нападающий принял участие в 41 матче, в которых забил 22 мяча.
В ноябре 2019 года перебрался в «Варберг», вышедшим в Алльсвенскан, подписав с клубом соглашение, рассчитанное на три года. В марте 2020 года попадал в заявки на матчи группового этапа кубка Швеции с «Сундсваллем» и «Броммапойкарной», но на поле не выходил. 21 июня дебютировал за «Варберг» в чемпионате Швеции в гостевой игре с «Мальмё», отыграв все 90 минут и не отметившись результативными действиями. Всего в сезоне Крунвалль принял участие в шести встречах. Также он провёл 12 игр и забил в них 10 мячей за свой бывший клуб, сотрудничающий с «Варбергом».
Весной 2021 года получил возможность получать игровую практику в «Твоокере», выступающем в первом дивизионе. В июле и августе провёл также пять матчей и забил два мяча за «Улларед» во втором шведском дивизионе.

## Клубная статистика
| Выступление      | Выступление      | Выступление      | Лига | Лига | Кубки | Кубки | Конт. кубки | Конт. кубки | Итого | Итого |
| Клуб             | Лига             | Сезон            | Игры | Голы | Игры  | Голы  | Игры        | Голы        | Игры  | Голы  |
| ---------------- | ---------------- | ---------------- | ---- | ---- | ----- | ----- | ----------- | ----------- | ----- | ----- |
| Варбергс ГИФ     | Дивизион 2       | 2018             | 20   | 5    | 0     | 0     | 0           | 0           | 20    | 5     |
| Варбергс ГИФ     | Дивизион 3       | 2019             | 21   | 17   | 0     | 0     | 0           | 0           | 21    | 17    |
| Варбергс ГИФ     | Дивизион 2       | 2020             | 12   | 9    | 0     | 0     | 0           | 0           | 12    | 9     |
| Варбергс ГИФ     | Итого            | Итого            | 53   | 31   | 0     | 0     | 0           | 0           | 53    | 31    |
| Варберг          | Алльсвенскан     | 2020             | 6    | 0    | 0     | 0     | 0           | 0           | 6     | 0     |
| Варберг          | Алльсвенскан     | 2021             | 1    | 0    | 0     | 0     | 0           | 0           | 1     | 0     |
| Варберг          | Итого            | Итого            | 7    | 0    | 0     | 0     | 0           | 0           | 7     | 0     |
| → Улларед        | Дивизион 2       | 2021             | 5    | 2    | 0     | 0     | 0           | 0           | 5     | 2     |
| → Улларед        | Итого            | Итого            | 5    | 2    | 0     | 0     | 0           | 0           | 5     | 2     |
| → Твоокер        | Дивизион 1       | 2021             | 18   | 3    | 0     | 0     | 0           | 0           | 18    | 3     |
| → Твоокер        | Дивизион 1       | 2022             | 12   | 1    | 0     | 0     | 0           | 0           | 12    | 1     |
| → Твоокер        | Итого            | Итого            | 30   | 4    | 0     | 0     | 0           | 0           | 30    | 4     |
| Всего за карьеру | Всего за карьеру | Всего за карьеру | 95   | 37   | 0     | 0     | 0           | 0           | 95    | 37    |